# Иоганн V Валленроде
Иоганн V Валленроде (родился в 1370 году в Бад-Бернеке (Фихтеле) — скончался 28 мая 1419 года в Алкене (Бельгия) — рыцарь немецкого ордена; рижский архиепископ, вступивший в должность в 1393 году после завоевания орденом возможности назначать своих архиепископов. Занимал пост до 1418 года под именем Иоганн V. С 1418 по 1419 года занимал пост архиепископа Льежа под именем Иоганн VII.

## Семья
Семья Валленроде происходит из франкских рыцарей, обладавших небольшими фамильными владениями в Верхней Франконии. Несмотря на небольшой домен, семья Валленроде приобрела колоссальное влияние в иерархической структуре Тевтонского ордена. Самый известный представитель рода, Конрад, ставший великим магистром, приходился Иоганну дядей (или, по другой версии, старшим братом). Известно, что до 1391 года он учился в Вене, а до 1392 года получал образование в престижном Болонском университете, который заканчивали представители многих немецких феодальных семей.

## Вступление в должность
Ситуация в Риге в начале 1390-х годов была довольно напряжённой в связи с конфликтным настроением архиепископа Иоганна IV Зинтена, которого не устраивала тотальная гегемония орденских представителей, в связи с чем тот подавал жалобы на орден королям и папе. В итоге папа под влиянием крупного денежного подношения принял решение в пользу ордена и Иоганн Зинтен был дерзко смещён с должности и вынужден был отправиться на новую должность. Сразу же возник вопрос в связи с грубым нарушением церковного канона, поскольку в столь юном возрасте (на момент «переворота» в Риге Иоганну было 23 года) он не имел права занимать этот пост, но личное вмешательства папы Бонифация IX способствовало прекращению дискуссии по этому поводу. Личность молодого и малоопытного архиепископа была выгодна руководству Ливонского ордена, который был заинтересован в лояльном ставленнике, оказывавшем официальную поддержку любым начинаниям ливонских братьев.

## Выделение денег на военные нужды ордена
Также сложность заключалась в милитаристских устремлениях ордена на юг, против литовского государства и Польши, богатые земли которых прельщали немецких феодалов. Орден пытался изыскать средства на военные нужды. В основном Иоганн V выступал в роли финансиста немецких военачальников, особенно поддерживая денежными вливаниями из Ливонии представителей крупного немецкого феодального рода Виттельсбахов, завоевавшим влияние в Тевтонском ордене. Виттельсбахи владели обширными территориальными комплексами в Баварии и были практически главными идейными вдохновителями антилитовской политической стратегии Ордена. В дипломатическом плане Иоганн также проявлял активность, постоянно осуществляя поездки в Италию с целью заручиться поддержкой влиятельных католических иерархов для начала военной операции против Великого княжества Литовского и его союзников.

## Отношения с магистрами
В период его правления он поддерживал конструктивные отношения со всеми магистрами Ливонского ордена, но в особенности старался благоволить личности Веннемара фон Брюггеноэ, которому в какой-то степени был обязан своим назначением на должность в Рижской архиепархии. Также он сохранял тесные контакты с Конрадом фон Фиттингхофом, через которого посылал финансовые транши для вооружения феодального войска.

## Новые назначения
В 1410 году папа Григорий XII назначил Иоганна своим главным посланником и уполномоченным в Германии. Затем Иоганна V как фюрста Германской империи в 1414 году пригласили на собор в Констанцу, по решению которого был предан мучительной казни — сожжению на костре — чешский проповедник и мыслитель Ян Гус. Во время этого 4-летнего собора Иоганн приложил много усилий при дворе короля Сигизмунда I для того, чтобы дипломатическими методами предотвратить раскол в западной католической церкви.
В 1418 году отправился на новое место — в льежскую архиепархию. Эту должность можно было воспринимать как повышение в статусе. Папа Мартин V дал ему в качестве архиепархии Льеж, тем самым продемонстрировав высокую оценку его дипломатической деятельности в Констанце. Однако там он скончался через год.